# Giuseppe Bernardi i Mario Ghibaudo
Józef Bernardi właśc. Giuseppe Bernardi (ur. 25 listopada 1897 w Caraglio, zm. 19 września 1943 w Boves) i Mario Ghibaudo (ur. 19 stycznia 1920 w Borgo San Dalmazzo, zm. 19 września 1943 w Boves) – włoscy duchowni, męczennicy, Błogosławieni Kościoła katolickiego.
Józef Bernardi urodził się jako dziecko Giorgia, robotnika i Marii, przędzarki jedwabiu. Miał pięcioro braci z czego trzech umiera w młodym wieku. W wieku dziesięciu lat wstąpił do seminarium duchownego. Był dzieckiem wątłym z pewnymi problemami zdrowotnymi. Po skończonych studiach teologicznych, 17 października 1915 przyjął habit duchowny. W czasie studiów w seminarium na trzy lata został zaciągnięty do wojska. 
Po wznowieniu studiów w seminarium, w 1923 roku przyjął święcenia kapłańskie. Po pierwszych posługach duszpasterskich jako asystent proboszcza w Aisone i w katedrze, w latach 1928–1931 był dyrektorem Zawodowego Domu Dziecka, kiedy to został mianowany proboszczem w San Lorenzo di Bersezio. 29 czerwca 1938 roku został proboszczem w kościele San Bartolomeo w Boves. Na początku wojny z wielką dobroczynnością wspierał rodziny zmarłych żołnierzy.
Mario Ghibaudo urodził się jako trzeci syn Dalmazzego, typografa w Instytucie Graficznym "Bertello", i Marii Rolando, gospodyni domowej.
W 1926 roku Mario przyjął Pierwszą Komunię Świętą, a w 1928 roku sakrament bierzmowania.
1 października 1929 roku Mario wstąpił do seminarium duchownego. Był z nim jego nieodłączny przyjaciel z dzieciństwa, Francesco Brondello, z którym przejdzie przez cały proces seminaryjny. Od razu ujawnił doskonałe zdolności intelektualne i z zaangażowaniem i zyskiem przykładał się do nauki. Mając jasno określony cel, poważnie dojrzewał do powołania do kapłaństwa, przechodząc w latach licealnych bolesny kryzys młodzieńczy, z którym zmierzył się z pokorą i decyzją.
Święcenia kapłańskie Mario przyjął wraz z sześcioma braćmi 19 czerwca 1943 roku i od 1 lipca został przydzielony jako administrator do parafii San Bartolomeo w Boves. Z entuzjazmem rzucił się w wir apostolstwa z młodymi ludźmi, w tym kontekście, w którym panował strach i nienawiść. Poprzez kapelana w pobliskich alpejskich koszarach zetknął się z ruchem "la Dieci", założonym przez ks. Didimo Mantiero. 
19 września 1943 roku podczas okrążania wsi przez wojska niemieckie, wraz z przemysłowcem Antonio Vassallo przeprowadził misję mediacyjną w celu odzyskania dwóch żołnierzy niemieckich, którzy byli zakładnikami partyzantów. Obu nie wypuszczono i zmuszono ich do bycia świadkami spalenia wsi i masakry mieszkańców. Don Giuseppe i jego towarzysz zostali następnie zabici: ich ciała zostały podpalone. Tego samego dnia zmarł również zastępca proboszcza z Boves, Mario Ghibaudo, podczas udzielania rozgrzeszenia umierającemu. 
W latach 2013–2015 trwał diecezjalny etap procesu beatyfikacyjnego włoskich męczenników i po jego zakończeniu dokumenty wysłano do Watykanu. W 2016 nastąpiło przeniesienie doczesnych szczątków męczenników i pochowano ich w jednym grobowcu w kościele w San Bartolomeo.
9 kwietnia 2022 roku papież Franciszek zezwolił na promulgację dekretu o ich męczeństwie, otwierając drogę do ich beatyfikacji. 
16 października 2022 prefekt Dykasterii Spraw Kanonizacyjnych kard. Marcello Semeraro dokonał beatyfikacji dwóch włoskich męczenników, wpisując ich w poczet błogosławionych.